# Ponjos
Ponjos es una localidad del municipio de Valdesamario, en la provincia de León, en el límite sudoccidental de la comarca de Omaña. Se encuentra entre las poblaciones de Murias de Ponjos y Valdesamario; otra población muy cercana es Andarraso, aunque no existe conexión directa por carretera. Desde León se llega al pueblo tomando la carretera de Santa María a Valdesamario desde la CL-623 y continuando por la LE-460.
La población está situada en un valle montañoso, al pie del Pozo Fierro (1524 m) y a orillas de río Valdesamario.